# 深見新之助
深見 新之助（ふかみ しんのすけ、1880年（明治13年）6月5日 - 1967年（昭和42年）3月19日）は、大日本帝国陸軍軍人。最終階級は陸軍中将。

## 経歴
1880年（明治13年）に愛知県で生まれた。陸軍士官学校第12期、陸軍大学校第22期卒業。1917年（大正6年）8月に青島守備軍参謀に着任した。1921年（大正10年）4月1日に陸軍兵器本廠附となり、7月20日に陸軍歩兵大佐に進級した。1922年（大正11年）8月に歩兵第51連隊長に転じ、1923年（大正12年）8月に第5師団参謀長に就任した。
1926年（大正15年）3月2日に陸軍少将に進級し、歩兵第38旅団長に着任。1927年（昭和2年）7月に第8師団司令部附となり、1928年（昭和3年）8月に教育総監部附を経て、1929年（昭和4年）8月に近衛歩兵第1旅団長に就任した。1931年（昭和6年）3月11日に由良要塞司令官に着任し、8月1日に陸軍中将に進級。1932年（昭和7年）4月11日に待命、4月28日に予備役に編入された。
1947年（昭和22年）11月28日、公職追放仮指定を受けた。